# Mark Farner
Mark Fredrick Farner (Flint, 29 de setembro de 1948) é um cantor, guitarrista e compositor norte-americano.
Mais conhecido como vocalista e guitarrista da banda Grand Funk Railroad, da qual foi o responsável pela criação da maioria esmagadora dos grandes sucessos do grupo. Anteriormente participou da Mojo e Nightwalkers e mais tarde iniciou um trabalho como músico cristão contemporâneo.

## Carreira
Iniciou sua carreira musical nos anos 1960, quando fundou o Grand Funk Railroad juntamente com o baixista Mel Schacher e o baterista Don Brewer. A banda rapidamente ganhou reconhecimento por seu som que misturava blues e hard rock.
Farner deixou o Grand Funk Railroad em 1998 devido a diferenças criativas e desentendimentos com outros membros da banda.
Em março de 2012, traz a turnê “The Loco-Motion Tour" para o Brasil, se apresentando em São Paulo e Porto Alegre.
Comentando a agenda de shows para o Yahoo!, Regis Tadeu publicou uma crítica neutra para o músico em março de 2012: "O problema é que ele, com o passar do tempo, passou a dar mais destaque às canções de sua fraca carreira solo. (...) Farner continua com a mesmíssima voz do passado e tocando muita guitarra."
Em 2014, se apresenta na Virada Cultural de São Paulo.
Em 2017, realizou outra turnê pelo Brasil.
Em maio de 2019, passa novamente pelo Brasil com a "Mark Farner’s American Band 50th Anniversary Tour", com shows em São Paulo, Curitiba, Brasília e Rio de Janeiro, sendo sua primeira passagem pela cidade.
Em abril de 2024, retorna ao Brasil, para realizar shows em São Paulo, Rio de Janeiro e Belo Horizonte.